# Nyárlőrinc
Nyárlőrinc é um município da Hungria, situado no condado de Bács-Kiskun. Tem 66,36 km² de área e sua população em 2015 foi estimada em 2.332 habitantes.